# Сигал, Питер
Пи́тер Си́гал (англ. Peter Segal; род. 20 апреля 1962) — американский кинорежиссёр, продюсер, сценарист и актёр , работающий над фильмами в жанре комедия.

## Фильмография
- 1989 — Premiere: Inside the Summer Blockbusters (документальный фильм, в титрах не указан)
- 1991 — Tom Arnold: The Naked Truth (ТВ-видео)
- 1992 — Tom Arnold: The Naked Truth 2 (ТВ-видео)
- 1993 — Tom Arnold: The Naked Truth 3 (ТВ-видео)
- 1993 — The Jackie Thomas Show (ТВ-сериал)
- 1994 — Голый пистолет 33⅓: Последний выпад / Naked Gun 33⅓: The Final Insult — продюсер 'Sawdust & Mildew'
- 1995 — Увалень Томми / Tommy Boy
- 1996 — Мои дорогие американцы / My Fellow Americans — ТВ-техник
- 1996 — 2008 — HBO: Первый взгляд / HBO First Look (документальный ТВ-сериал, играет самого себя)
- 2000 — Чокнутый профессор 2 / Nutty Professor II: The Klumps — человек с поп-корном
- 2002 — Hidden Hills (ТВ-сериал)
- 2003 — Управление гневом / Anger Management
- 2003 — Skull Session: The Making of 'Anger Management' (короткое документальное видео, особая благодарность)
- 2003 — My Buddy Jack (короткое документальное видео, играет самого себя)
- 2004 — Reel Comedy (ТВ-сериал, играет самого себя)
- 2004 — The Dating Scene (короткое документальное видео, играет самого себя)
- 2004 — 50 первых поцелуев / 50 First Dates
- 2004 — Talkin' Pidgin: Hawaiian Slang (короткое видео, особая благодарность)
- 2005 — 'Tommy Boy': Behind the Laughter (короткое документальное видео, играет самого себя)
- 2005 — Just the Two of Us (короткое документальное видео, играет самого себя)
- 2005 — Growing Up Farley (короткое видео, играет самого себя)
- 2005 — Всё или ничего / The Longest Yard
- 2005 — Stories from the Side of the Road (короткое документальное видео, играет самого себя)
- 2007 — Биография / Biography (документальный ТВ-сериал, играет самого себя)
- 2008 — Напряги извилины / Get Smart
- 2008 — Шоу с Кэрри Киган / Up Close with Carrie Keagan (ТВ-сериал, играет самого себя)
- 2010 — In Security (ТВ-видео)
- 2013 — Забойный реванш / Grudge Match
- 2018 — Начни сначала / Second Act
- 2020 — Мой шпион[англ.] / My Spy
- 2024 — Мой шпион: Вечный город / My Spy: The Eternal City